# مجردها (فیلم ۱۹۹۲)
مجردها (انگلیسی: Singles) فیلمی در ژانر کمدی رمانتیک به کارگردانی کامرن کرو است که در سال ۱۹۹۲ منتشر شد.

## بازیگران
- بریجیت فوندا - جنت لیورمور
- کمپبل اسکات - استیو دان
- کیرا سجویک - لیندا پاول
- مت دیلون - کلیف پانسیر
- شیلا کلی - دبی هانت
- جیم ترو-فراست - دیوید بیلی
- بیل پولمن - دکتر جفری جیمیسون
- اریک استولتس - بازیگر پانتومیم
- جرمی پیون - داگ هاگلی
- تام اسکریت - شهردار وبر
- کریستوفر مسترسن استیو در ده سالگی
- پل جیاماتی - مرد در حال بوسه زدن
- کامرون کرو - مصاحبه‌کننده کلوپ
- تیم برتون - برایان
- پیتر هورتون - جیمی
- دبی مازار